# That's What Friends Are For
That's What Friends Are For è un brano musicale scritto nel 1982 da Burt Bacharach e Carole Bayer Sager, e originariamente registrato da Rod Stewart per la colonna sonora del film Night Shift - Turno di notte.
Tuttavia il brano è principalmente conosciuto nella cover registrata da Dionne Warwick & friends, sotto il cui nome fu creata una collaborazione fra i cantanti Gladys Knight, Elton John e Stevie Wonder. Il singolo fu pubblicato nel 1985 e i suoi proventi furono interamente devoluti ad una fondazione statunitense per la ricerca sull'AIDS, e furono raccolti oltre tre milioni di dollari. Il singolo raggiunse la vetta della Billboard Hot 100 per tre settimane nel gennaio 1986.
La canzone vinse anche i Grammy Award nella categoria "migliore performance pop di un gruppo" e "canzone dell'anno", premio effettivamente consegnato ai due autori del brano Bacharach e Bayer Sager. La canzone fu anche nominata dalla rivista Billboard come la più popolare del 1986.
Il pezzo è stato posizionato al numero 61 nella lista delle più grandi canzoni di tutti i tempi stilata dalla rivista Billboard.
Fra gli altri interpreti ad aver registrato una versione del brano si possono ricordare Shirley Bassey nel 1991 ed Helen Reddy nel 1998; esiste inoltre una versione in tedesco, Wenn Man Freunde Hat, del 1987, eseguita anche questa da quattro voci, Caterina Valente, Edo Zanki, Joy Fleming e Gianni Morandi.

## Concerto del 1990
Il 17 marzo 1990 una manifestazione a scopi umanitari intitolata That's What Friends Are For: Arista Records 15th Anniversary Concert fu tenuta al Radio City Music Hall a New York. Un mese dopo, la CBS trasmise il concerto in televisione. Le celebrità che presero parte al concerto furono: Air Supply, Lauren Bacall, Burt Bacharach, Eric Carmen, Chevy Chase, Jane Curtin, Clive Davis, Taylor Dayne, Michael Douglas, Expose, Whoopi Goldberg, Melanie Griffith, Hall & Oates, Jennifer Holliday, Whitney Houston, Alan Jackson, Kenny G, Melissa Manchester, Barry Manilow, Milli Vanilli, Jeffrey Osborne, Carly Simon, Patti Smith, Lisa Stansfield, The Four Tops, e Dionne Warwick.
That's What Friends Are For fu il brano di chiusura del concerto, interpretato dalla Warwick e dalla Houston, a cui si unirono nel finale tutti gli altri interpreti. In quell'occasione furono raccolti 2.5 milioni di dollari, consegnati a vari istituti di ricerca sull'AIDS.

## Tracce
1. That's What Friends Are For - 3:58
2. Two Ships Passing In The Night - Dionne Warwick - 5:11

## Classifiche
| Classifica (1986)                            | Posizione più alta |
| -------------------------------------------- | ------------------ |
| U.S. Billboard Hot 100                       | 1                  |
| U.S. Billboard Hot R&B/Hip-Hop Songs         | 1                  |
| U.S. Billboard Hot Adult Contemporary Tracks | 1                  |
| Italia                                       | 5                  |
| Norvegia                                     | 6                  |
| Paesi Bassi                                  | 13                 |
| Svezia                                       | 7                  |
| Svizzera                                     | 11                 |